# Pterolophia postfuscomaculata
Pterolophia postfuscomaculata là một loài bọ cánh cứng trong họ Cerambycidae.